# Himna Kraljevine Jugoslavije
»Državna himna Kraljevine Jugoslavije« (srbsko cirilsko Химна Краљевине Југославије, latinizirano: Himna Kraljevine Jugoslavije) je nastala decembra 1918 iz narodnih himn treh ustanovnih narodov kraljevine, Srbov (»Bože pravde«), Hrvatov (»Lijepa naša domovino«) ter Slovencev (»Naprej zastava slave«).

## Zgodovina
Čeprav zakon glede državne himne Kraljevine Jugoslavije ni obstajal so jo določale tri narodne himne. Začela se je z verzi srbske himne »Bože pravde«, nato se je nadaljevala z nekaj verzi hrvaške narodne himne »Lijepa naša domovino«, katerim je sledil del slovenske narodne himne »Naprej zastava slave«. Himna se je sklenila z verzi srbske himne.
Uradno je bila v uporabi med leti 1919 in 1941; po odpravi himne ni nikoli izšel dokument, ki bi himno prepovedoval ali ji odvzel status. Po aprilski kapitulaciji je Ustava Kraljevine Jugoslavije izgubila veljavo.

## Besedilo
| Latinica | Cirilica |
| --- | --- |
| Bože pravde, Ti što spase Od propasti do sad nas, Čuj i od sad naše glasa, I od sad nam budi spas! Lepa naša domovino, oj junačka zemlja mila, Stare slave djedovino, Da bi vazda sretna bila! 𝄆 Naprej zastava slave, Na boj junaška kri! Za blagor očetnjave Naj puška govori! 𝄇 Bože spasi, Bože hrani Našeg Kralja i naš rod! Kralja Petra, Bože hrani, Moli ti se sav naš rod. | Боже правде, Ти што спасе Од пропасти до сад нас, Чуј и од сад наше гласе, И од сад нам буди спас! Лијепа наша домовино, Ој јуначка земљо мила, Старе славе дједовино, Да би вазда сретна била! 𝄆 Напреј застава славе, На бој јунашка кри! За благор очетњаве Нај пушка говори! 𝄇 Боже спаси, Боже храни Нашег Краља и наш род! Краља Петра, Боже храни, Моли ти се сав наш род. |